# Оушен-Пайнс (Меріленд)
Оушен-Пайнс (англ. Ocean Pines) — переписна місцевість (CDP) в США, в окрузі Вустер штату Меріленд. Населення — 12 145 осіб (2020).

## Географія
Оушен-Пайнс розташований за координатами 38°22′57″ пн. ш. 75°8′26″ зх. д. / 38.38250° пн. ш. 75.14056° зх. д. (38.382380, -75.140569).  За даними Бюро перепису населення США в 2010 році переписна місцевість мала площу 24,27 км², з яких 17,25 км² — суходіл та 7,02 км² — водойми.

## Демографія
Згідно з переписом 2010 року, у переписній місцевості мешкало 11 710 осіб у 5471 домогосподарстві у складі 3816 родин. Густота населення становила 482 особи/км².  Було 8870 помешкань (365/км²).
Расовий склад населення:
| - 94,5 % — білих - 2,4 % — чорних або афроамериканців - 0,9 % — азіатів - 0,2 % — корінних американців |

До двох чи більше рас належало 1,2 %. Частка іспаномовних становила 2,4 % від усіх жителів.
За віковим діапазоном населення розподілялося таким чином: 13,5 % — особи молодші 18 років, 52,0 % — особи у віці 18—64 років, 34,5 % — особи у віці 65 років та старші. Медіана віку мешканця становила 57,6 року. На 100 осіб жіночої статі у переписній місцевості припадало 92,7 чоловіків;  на 100 жінок у віці від 18 років та старших — 90,3 чоловіків також старших 18 років.
Середній дохід на одне домашнє господарство  становив 83 408 доларів США (медіана — 72 304), а середній дохід на одну сім'ю — 93 040 доларів (медіана — 78 801). Медіана доходів становила 61 575 доларів для чоловіків та 49 393 долари для жінок. За межею бідності перебувало 5,8 % осіб, у тому числі 12,2 % дітей у віці до 18 років та 4,1 % осіб у віці 65 років та старших.
Цивільне працевлаштоване населення становило 4635 осіб. Основні галузі зайнятості: освіта, охорона здоров'я та соціальна допомога — 18,8 %, роздрібна торгівля — 13,7 %, мистецтво, розваги та відпочинок — 13,5 %.